# نیکلاس سیمز-ویلیامز

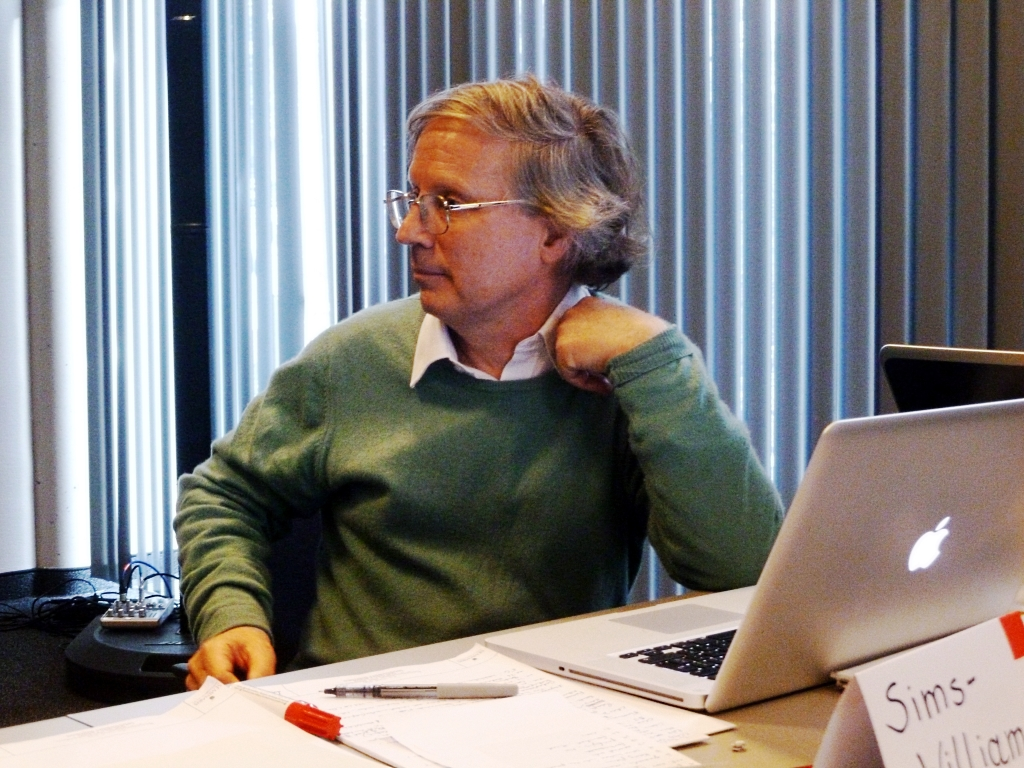
نیکلاس سیمز-ویلیامز، ۲۰۱۳

نیکُلاس سیمز-ویلیامز (به انگلیسی: Nicholas Sims-Williams) (زادهٔ ۱۱ آوریل ۱۹۴۹ در چاتهام، کِنت، انگلستان) استاد دانشکدهٔ مطالعات مشرق‌زمین و آفریقا (SOAS)، دانشگاه لندن است. وی در آنجا استاد پژوهش مطالعات ایران و آسیای میانه در بخش زبان‌ها و فرهنگ خاور نزدیک و خاورمیانه است. تخصص سیمز-ویلیامز در تاریخ آسیای میانه است و به‌ویژه بر روی زبان‌های سُغدی و بلخی مطالعه کرده‌است. وی عضو «انجمن رایزنی روزنگار مطالعات ایرانی» نیز هست. همچنین، او از نویسندگان دانشنامهٔ ایرانیکا است.
سیمز-ویلیامز اخیراً روی یک سنگ‌نبشته اهدایی به زبان سغدی کار کرده‌است که تاریخ آن به قرن اول تا سوم میلادی بازمی‌گردد و در کول‌توبه (قول‌تپه) قزاقستان کشف شده‌است. این سنگ‌نبشته به عملیات نظامی شهرهای اصلی سغد علیه کوچ‌نشینان شمال اشاره می‌کند. این یافته تمایل دارد سازماندهی کنفدراسیون حکومت «کَنگ» و متحدان مختلف آن که پیش از این از متون چینی شناخته شده بود را تأیید کند.

## آثار
آثار منتشر شده او شامل موارد زیر است:
- «سنگ‌نوشته‌های سغدی و سایر سنگ‌نوشته‌های ایرانی در سند علیا» (لندن، ۱۹۹۲)
- «سنگ‌نوشته‌های تملکی باختری» BAI 7، صفحات ۱۷۳ تا ۱۷۹ (۱۹۹۳)
- «نگاهی تازه به افغانستان باستان: رمزگشایی از زبان باختری» (لندن، ۱۹۹۷)
- «اسناد باختری از شمال افغانستان I: اسناد حقوقی و اقتصادی» آکسفورد - شابک ۰-۱۹-۷۲۷۵۰۲-۸ (۲۰۰۰)
- «کشف‌های اخیر در زبان بلخی و اهمیت تاریخی آنها» - انجمن حفظ میراث فرهنگی افغانستان (۲۰۰۴)
- «برخی از مهرها با نوشته‌های باختری» در «افغانستان، چهارراه باستانی بین شرق و غرب» - شابک: ۲-۵۰۳-۵۱۶۸۱-۵
- نیکولاس سیمز ویلیامز و فرانتس گِرِنه، «کتیبه‌های سغدی کول‌توبه» (آلماتی، ۲۰۰۶)، صفحات ۹۵ تا ۱۱۱
- نیکولاس سیمز ویلیامز، فرانتس گرنه و الکساندر ن. پودوشکین، «کهن‌ترین آثار زبان سغدی: کتیبه‌های کول‌توبه در قزاقستان» - (آکادمی کتیبه‌ها و ادبیات پاریس، ۲۰۰۷ [۲۰۰۹]) صفحات ۱۰۰۵، ۱۰۲۵ تا ۱۰۳۳
- نیکولاس سیمز ویلیامز (ویرایش)، «متن‌های سغدی کتاب مقدس و دیگر متون مسیحی از مجموعه تورفان» - انتشارات برپولس، سال ۲۰۱۴
- «یک کتیبه جدید از بلخ از دوران کانیشکا.» در تاریخچه‌های کوشانی: منابع ادبی و مقالات برگزیده از سمپوزیومی در برلین، ۵ تا ۷ دسامبر ۲۰۱۳. ویرایش شده توسط هری فالک. انتشارات همپن، برمن (۲۰۱۵)، صفحات ۲۵۵ تا ۲۶۴.